# Владислав (король Неаполя)
Владислав I Дураццо (итал. Ladislao I di Napoli; 15 февраля 1377, Неаполь — 6 августа 1414, Неаполь) — король Неаполя с 1386 года, последний мужской представитель Анжуйской династии. Сын Карла III Малого и Маргариты Дураццо.

## Биография
Вступил на престол в 1386 году после гибели своего отца. Ввиду малолетства Владислава страной правила его мать Маргарита Дураццо. Ей противостояли оба папы — Урбан VI Римский и Климент VII Авиньонский, каждый из которых отлучил королевскую семью от Церкви, и значительная оппозиция среди неаполитанской знати, не признавшая переворота Карла III. Главным противником был Людовик II Анжуйский — сын Людовика I Анжуйского. В 1390 году Людовик II во главе наемной армии высадился в Неаполе и занял столицу и ряд прибрежных провинций. Владислав и Маргарита Дураццо бежали в Гаэту.
Последующие 10 лет продолжалась война между сторонниками Владислава и Людовика II. Владислав постепенно готовился к реваншу. Удачная женитьба на Констанции, дочери сицилийского адмирала Кьярамонте, принесла Владиславу солидное приданое.
Преемник Урбана VI Бонифаций IX, неаполитанец по рождению, снял отлучение с Владислава, оказал ему помощь войсками, осуществлял терпеливую работу с неаполитанской знатью по примирению её с королём. В результате к 1400 году Людовик II был вытеснен из Неаполя, Владислав вернулся в столицу.
Оставшиеся годы царствования были посвящены непрестанной войне за контроль над Южной Италией. В 1407 году Владислав, воспользовавшись конфликтом между новым папой римским Григорием XII и горожанами, осадил Рим и принудил римскую знать признать короля государем Рима с правом назначать сенатора для управления городом. После этого Владиславу покорилась вся Папская область, и папа Григорий XII смирился перед королём.
В 1409 году кардиналы обеих партий, римской и авиньонской, недовольные затянувшейся на 30 лет схизмой, на соборе в Пизе выбрали третьего папу Александра V и объявили двух других пап низложенными. Александр V и его преемник Иоанн XXIII, получившие неограниченную поддержку Франции и Флоренции, призвали на помощь Людовика II и повели борьбу против Владислава. В течение 1409—1410 годов неаполитанские войска были вытеснены из Папской области, а в 1411—1412 годах боевые действия велись уже на территории Неаполя. В мае 1412 года Владислав был разбит при Роккасекке и едва избежал плена.
Но в том же 1412 году победители перессорились между собой, Людовик II уехал во Францию, а Иоанн XXIII примирился с Владиславом, при этом Владислав отказался от суверенитета над Римом.
В 1413 году Владислав отказался соблюдать навязанный ему мир и вновь захватил Рим. Войска Владислава дошли до Перуджи, где король внезапно заболел (предполагают, что его отравил аптекарь, за дочерью которого Владислав волочился). Тяжело больного Владислава перевезли в Неаполь, где он и умер в мучениях в августе 1414 года.

## Семья
Владислав был женат трижды, но законных детей не оставил. В 1390 году первым браком в Гаэте женился на Констанции ди Кьярамонте (ок. 1377—1423), дочери графа Манфреда ди Кьярамонте (ум. 1391). Супруги развелись в 1392 году.
12 февраля 1403 года в Неаполе вторично женился на Марии Лузиньянской (1381—1404), дочери кипрского короля Якова I.
В 1406 году в третий раз женился на Марии Энгиенской (1367/1370 — 1446), графине Лечче, дочери Жана Энгиенского, графа де Кастро.
Владиславу наследовала сестра Джованна II.